# Zentralambulanz für Betrunkene

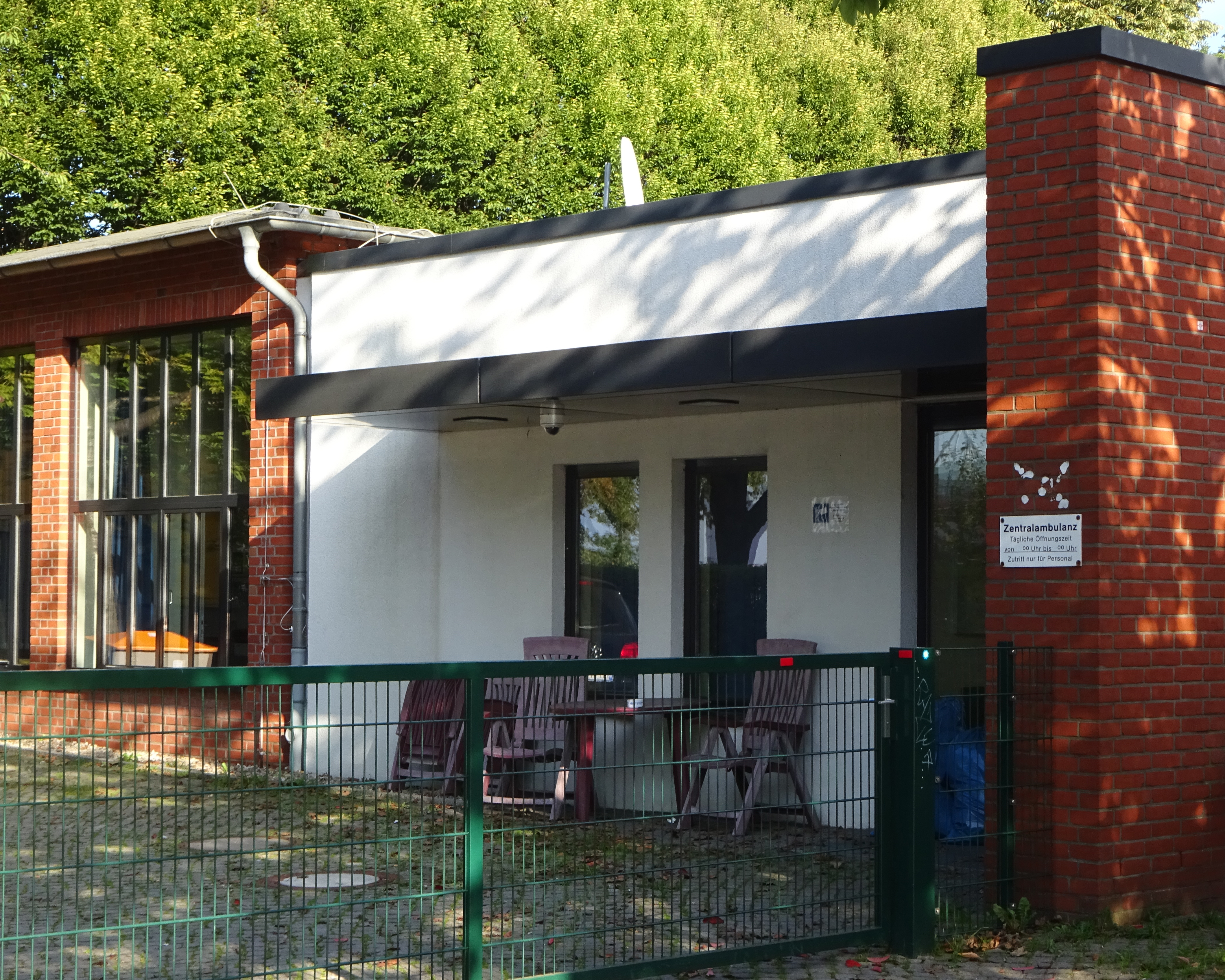
Ehemalige Zentralambulanz für Betrunkene (ZAB)

Die Zentralambulanz für Betrunkene (ZAB) ist eine Einrichtung der Freien und Hansestadt Hamburg zur „ausschließlich zeitlich befristeten Unterbringung und Ausnüchterung von betrunkenen, hilflosen Personen“. Die ZAB ist derzeit geschlossen und eine neue ZAB an einem anderen Standort ist in Planung.

## Geschichte
Die ZAB wurde 1974 durch die Gesundheitsbehörde in Hamburg gegründet. Hintergrund waren mehrere vorangegangene Todesfälle von Betrunkenen im Polizeigewahrsam. Sie war für den 24-Stunden-Betrieb ausgelegt und war mit zwei Krankenpflegekräften, einem Reinigungspersonal und einem Arzt im Schichtdienst besetzt. Organisatorisch gehörte sie zum Hafenkrankenhaus. Der erste Standort der ZAB war ein ehemaliges Polizeirevier in der Karolinenstraße im Karolinenviertel, später wurde sie in die Brennerstraße im Stadtteil St. Georg verlegt. Bei ihrer Gründung war die ZAB eine bundesweit einmalige Einrichtung. Erst 2001 wurde in Stuttgart mit der „Zentralen Ausnüchterungseinheit (ZAE)“ eine ähnliche Einrichtung geschaffen.
Mit der Schließung des Hafenkrankenhauses im Jahre 1996 wurde die organisatorische Zuständigkeit auf das räumlich nahe gelegene Krankenhaus St. Georg übertragen. Zum 1. April 2003 wurde die Zuständigkeit an die Berufsfeuerwehr Hamburg übertragen und der Betrieb in die ehemalige Feuerwache Millerntor am Holstenglacis an der Grenze zwischen den Stadtteilen St. Pauli und Neustadt verlegt. Dort war sie untergebracht und wurde von Feuerwehrleuten betrieben. Aktuell ist sie geschlossen, eine neue ZAB ist aber an einem anderen Standort in Planung. Solange übernehmen die anliegenden Krankenhäuser die Betreuung von betrunkenen Patienten.
In der ZAB werden keine medizinischen Maßnahmen durchgeführt, abgesehen von Notfallmaßnahmen und der Kontrolle der Vitalfunktionen. Vor der Einweisung in die ZAB muss die Person eine ärztliche Sichtung z. B. in einem Krankenhaus durchlaufen haben. So soll ausgeschlossen werden, dass Komplikationen durch übersehene Verletzungen (z. B. nach Sturz) oder Mischintoxikationen (z. B. mit anderen Drogen) übersehen werden.

## Nicht aufgenommene Personen
- Personen, die jünger als 14 Jahre sind
- Personen mit insulinpflichtigem Diabetes
- Personen mit Herzschrittmacher
- Personen mit Verdacht auf Mischintoxikation
- Personen mit einer Krankheit oder Verletzung, die medizinisch behandelt werden muss
- Schwerbehinderte